# Cmentarz wojenny nr 152 – Siedliska
Cmentarz wojenny nr 152 – Siedliska  – zabytkowy cmentarz z I wojny światowej znajdujący się w Siedliskach w powiecie tarnowskim, w gminie Tuchów. Jeden z ponad 400 zachodniogalicyjskich cmentarzy wojennych zbudowanych przez Oddział Grobów Wojennych C. i K. Komendantury Wojskowej w Krakowie. W VI okręgu tarnowskim cmentarzy tych jest 63.

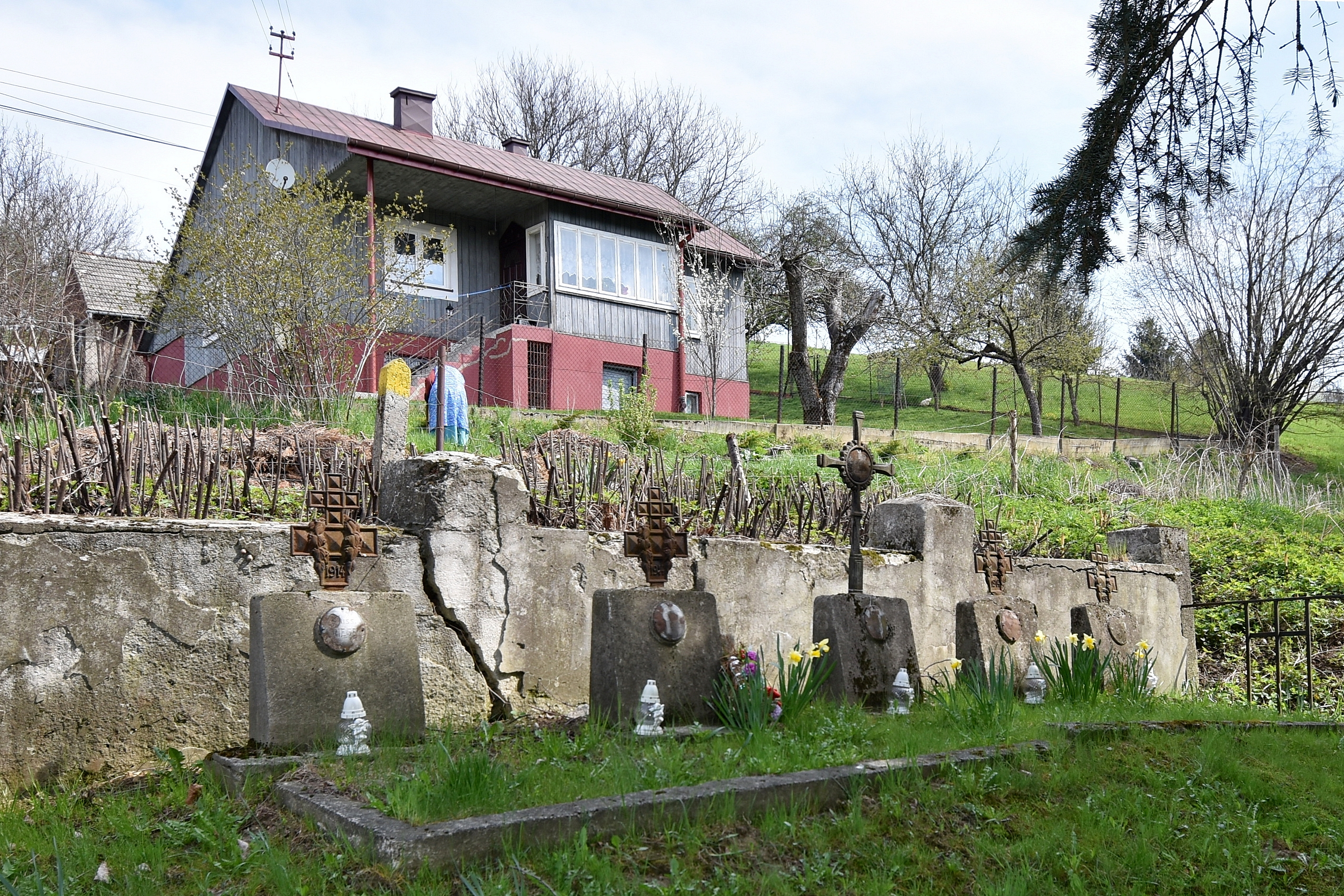
Nagrobki

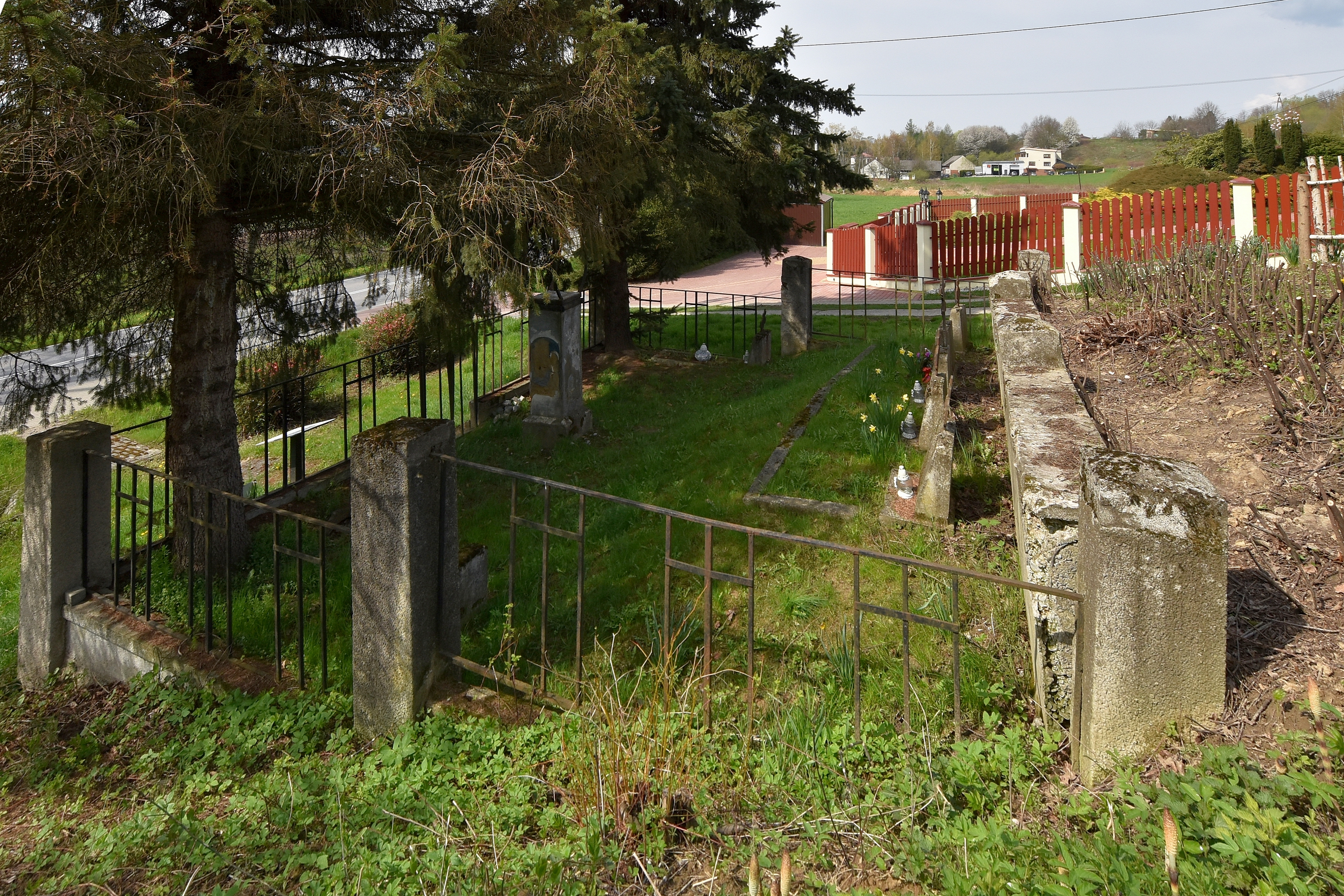
Widok z boku

## Opis cmentarza
Znajduje się przy drodze prowadzącej z Siedlisk do Dąbrówki Tuchowskiej. Założony został wokół kapliczki z 1887 r., a zaprojektowany przez Heinricha Scholza. Jest to niewielki cmentarzyk na planie prostokąta. Ogrodzenie tworzą betonowe słupki, betonowa podmurówka i metalowe segmenty pomiędzy słupkami. Przy tylnej ścianie 5 betonowych steli z krzyżami, przy przedniej dwie, w środku pomiędzy nimi figurka Matki Boskiej nakryta blaszanym daszkiem. Oprócz tego wewnątrz ogrodzenia nasadzono 2 drzewa iglaste.
W siedmiu grobach pojedynczych pochowano tu 6 żołnierzy austro-węgierskich i 4 żołnierzy rosyjskich. Wśród żołnierzy austro-węgierskich byli to Węgrzy z 3. debreczyńskiego i 10. egerskiego pułków piechoty honwedu.

## Los cmentarza
Fotografia tego cmentarza znajdowała się na pocztówkach rozdawanych żołnierzom c.k. armii w ramach akcji propagandowej, wymienia go np. Jarosław Haszek w powieści „Przygody dobrego wojaka Szwejka”  Jedna z tych pocztówek znajduje się m.in. w zbiorach Muzeum w Gorlicach. Widać na niej, że cmentarz wyglądał wówczas nieco inaczej niż obecnie – obsadzony był drzewami, których obecnie już nie ma. Dwa rosnące drzewa iglaste są dużo młodsze. W 2015 r. cmentarz ten wygląda nie najlepiej: odpadają tynki ze słupków, rdzewieją krzyże, pochylają się nagrobki.